# Ancistrus jelskii
Az Ancistrus jelskii a sugarasúszójú halak (Actinopterygii) osztályának harcsaalakúak (Siluriformes) rendjébe, ezen belül a tepsifejűharcsa-félék (Loricariidae) családjába tartozó faj.

## Előfordulása
Az Ancistrus jelskii Dél-Amerikában fordul elő. Az Ucayali folyó felső szakaszánál levő Tulumayo nevű mellékfolyóban lelhető fel. Peru egyik endemikus hala.

## Megjelenése
Ez az algaevő harcsafaj legfeljebb 8 centiméter hosszú.

## Életmódja
A trópusi édesvizeket kedveli. Mint a többi algaevő harcsafaj, a víz fenekén él és keresi meg a táplálékát.